# Jörg Zürn

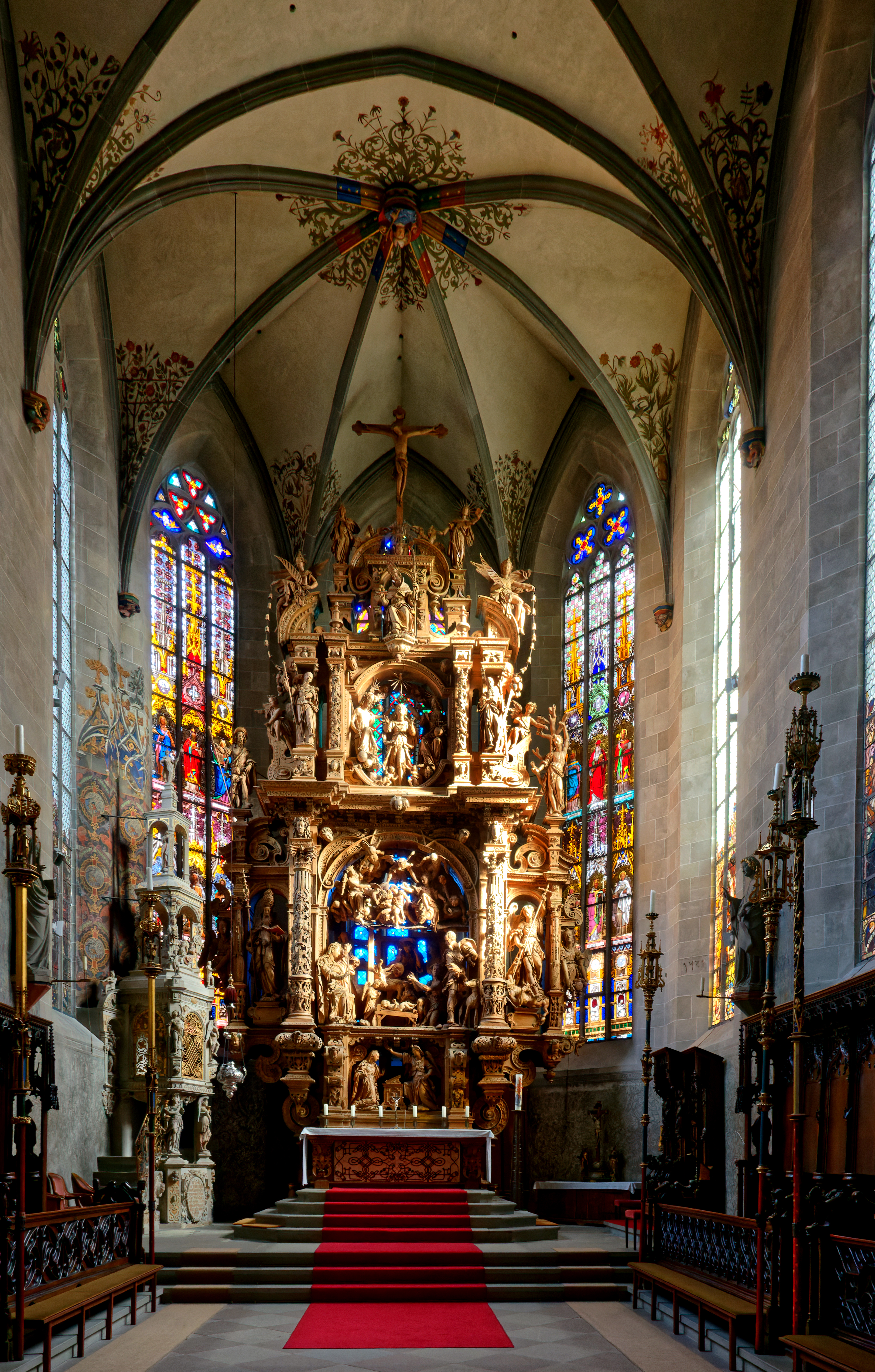
Hochaltar des Überlinger Münsters

Jörg Zürn (* um 1583 in Waldsee, Oberschwaben; † zwischen 1635 und 1638 in Überlingen) stammt aus einer im 16. Jahrhundert in Oberschwaben tätigen Familie von Bildhauern und Schnitzern. Er war der älteste Sohn des Bildhauers Hans Zürn des Älteren.
Nach der Lehre bei seinem Vater und der Wanderzeit wurde er Geselle des Überlinger Bildhauers Virgilius Moll. Nach dessen Tod heiratete er 1607 dessen Witwe und übernahm als Meister seine Werkstatt.
Sein erstes großes Werk stellt der Marienaltar in der Betz’schen Kapelle des Überlinger Münsters St. Nikolaus zwischen 1607 und 1610 dar, an dem der Meister die Steinreliefs und Sebastiansfigur selbst ausgeführt hat.
Im Auftrag des Rates der Stadt Überlingen entstand unter Mitarbeit des Vaters Hans und der Brüder Martin und Michael von 1613 bis 1619 der Hochaltar des Überlinger Münsters: ein vierstufiger Marienaltar (Verkündung, Geburt Christi, Marienkrönung, Kreuzigung) aus Tannen- und Lindenholz ohne Bemalung. Er ist zehn Meter hoch und an der breitesten Stelle fünf Meter breit.
Das Werk steht in der Tradition der gotischen Schnitzaltäre. Es zeigt im überreichen Schmuckwerk des architektonischen Gerüstes die Kenntnis manieristischer Dekorationsvorlagen, ist jedoch in seiner Gesamtwirkung wie in der Gestaltung der Einzelfiguren (vor allem der seitlich angefügten Heiligen) ein hervorragendes Beispiel des süddeutschen Frühbarock.
Jörg Zürn gilt als Hauptmeister der frühbarocken Plastik am Bodensee. Weitere eigenhändige oder unter seinem Einfluss entstandene Arbeiten besitzen viele Orte am Bodensee.
Bis zur Fusion im Jahr 2022 wurde eine Überlinger Berufsschule, die zu den UNESCO-Projektschulen gehört, nach ihm benannt. Ebenfalls wurde eine Straße in der Nähe des Schulzentrums nach ihm benannt.